# Сонцецвіт
Сонянка, сонцецвіт (Helianthemum) — рід напівкущів або зіллястих рослин з родини чистових.

## Біоморфологічна характеристика
Це зазвичай кущі чи напівкущі, рідше трави однорічні чи багаторічні. Листки супротивні або верхні чергові, з прилистками чи без. Квітки поодинокі або в різноманітних суцвіттях від мало- до багатоквіткових. Чашолистків 5; зовнішніх 2, ≈ 1/2 розміру внутрішніх; внутрішніх 3 нерівні, 3–6-жилкові. Пелюсток 5, жовті, оранжево-жовті чи рожеві. Коробочка 3-кутна, 3-стулкова. Насіння багато.
Сонянка утворює симбіози з мікоризними грибами. Разом рослини та гриби можуть сприятливо впливати на посушливі місцеві ландшафти, запобігаючи ерозії ґрунтів та опустелювання.

## В Україні
В Україні — ≈ 6 видів.
Найпоширеніша сонянка звичайна (Helianthemum nummularium (L.) Mill. = Cistus nummularium L. = Helianthemum chamaecistus, Mill. p. p.), росте на крейдяних та вапнякових відслоненнях, на узліссях, схилах гір та степових схилах. Переважно в північній частині України, рідше на Правобережжі, у передгір'ї Кримських гір і на Південному березі Криму. Також ростуть: сонянка крейдяна (Helianthemum cretaceum), сонянка шведська (Helianthemum oelandicum), сонцецвіт сивий (Helianthemum canum), сонянка багнолиста (Helianthemum ledifolium), сонянка верболиста (Helianthemum salicifolium).

## Поширення
У світі приблизно 116 видів, які поширені у Європі, північній частині Африки, південно-західній і центральній частинах Азії, у Мексиці й Центральній Америці.

## Використання
Кілька видів, а також численні гібриди та сорти широко вирощуються як декоративні рослини, популярні в рокаріях.